# 혼동 행렬
기계 학습 분야의 통계적 분류 같은 문제에서 혼동 행렬(Confusion matrix) 이란 지도 학습으로 훈련된 분류 알고리즘의 성능을 시각화 할 수 있는 표이다. 행렬의 각 행은 예측 된 클래스의 인스턴스를 나타내며 각 열은 실제 클래스의 인스턴스를 나타낸다 (또는 그 반대). 컨퓨전이라는 이름은 시스템이 두 개의 클래스를 얼마나 헷갈려 하는지를 쉽게 알 수 있다는 사실에서 유래되었다.